# Lars Penke
Lars Penke (* 2. September 1978 in Detmold) ist Professor für biologische Persönlichkeitspsychologie an der Georg-August-Universität Göttingen in Deutschland. Er ist außerdem assoziiertes Mitglied des Centre for Cognitive Ageing and Cognitive Epidemiology an der University of Edinburgh im Vereinigten Königreich. Seine Forschungsschwerpunkte sind Evolutionspsychologie und Persönlichkeitspsychologie, einschließlich der evolutionären Bedeutung psychologischer Merkmale wie menschliche Intelligenz. Er ist Mitglied der International Society for Intelligence Research und der Human Behavior and Evolution Society.